# ウクフ
ウクフ（Łuków  [ˈwukuf]）は、ポーランド東部のルブリン県ウクフ郡に属する町である。ウクフは1975年から1998年まではシェドルツェ県に属していたが、行政区画変更によって新設されたルブリン県に属することとなった。ウクフ郡の中心都市である。

## 交通機関

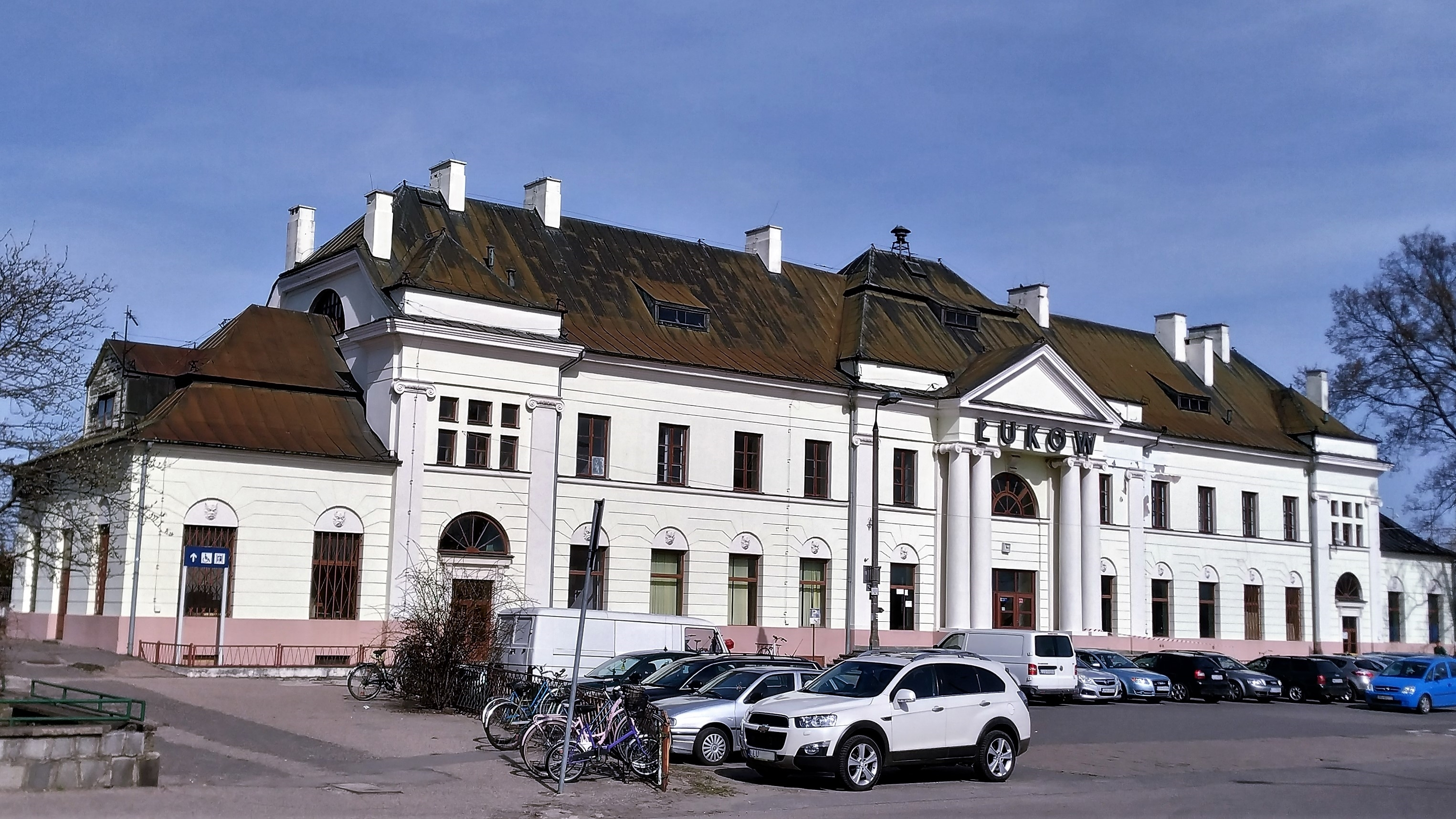
ウクフ駅

## 教育

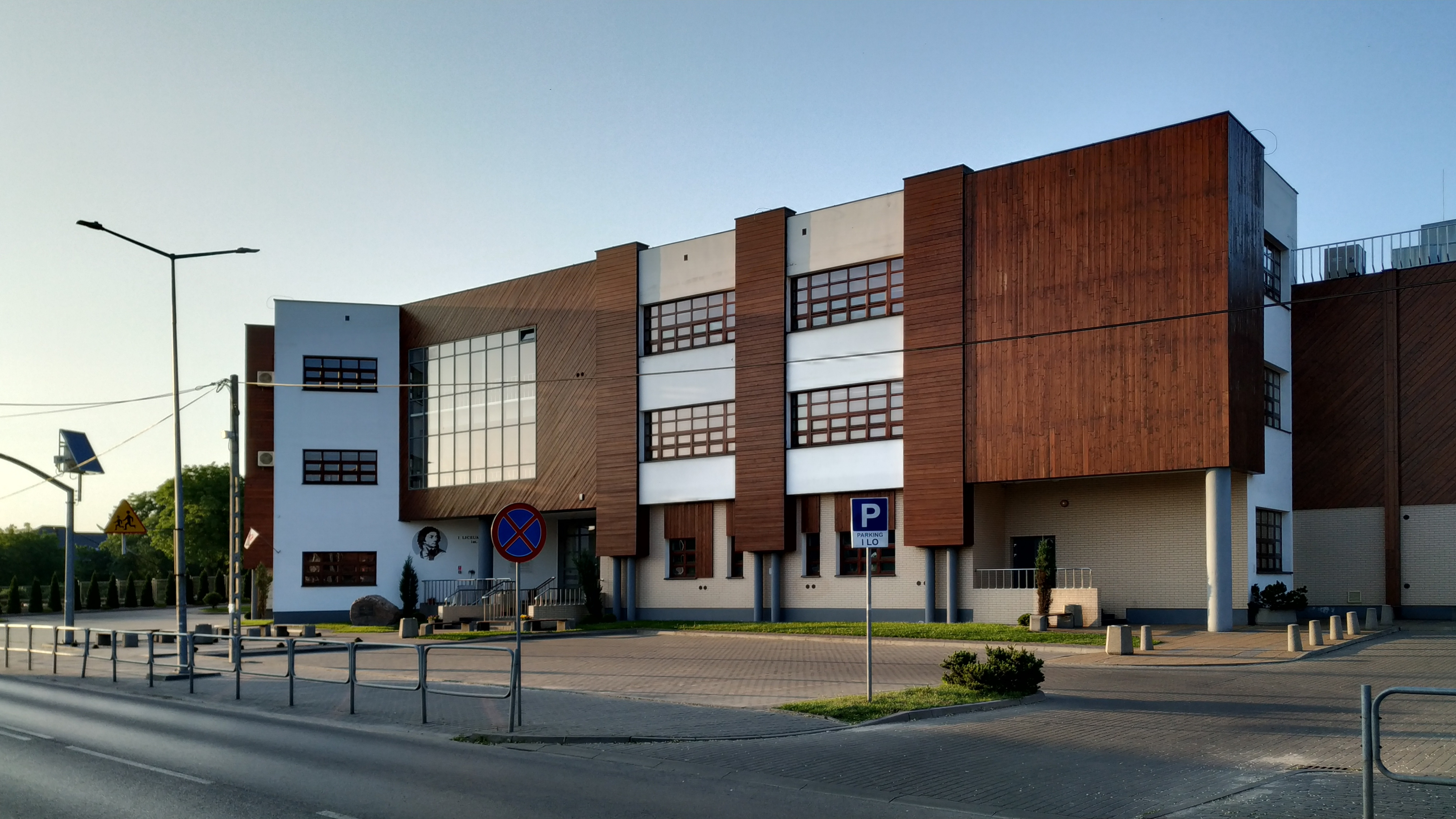
タデウシュ・コシチュシュコ高校

## 統計
- 人口　30,727人（2005年）
- 面積　35.75km²